# اس‌ام یوسی-۹۷
اس‌ام یوسی-۹۷ (به انگلیسی: SM UC-97) یک زیردریایی بود که طول آن ۱۸۵ فوت ۵ اینچ (۵۶٫۵۲ متر) بود. این زیردریایی در سال ۱۹۱۸ ساخته شد.